# Tokugawa Tsunaeda
Tokugawa Tsunaeda (徳川 綱條, , 13 de outubro de 1656 - 4 de outubro de 1718) foi um Daimyō do Período Edo da História do Japão, que governou o Domínio de Mito (na Província de Hitachi) de 1771 a 1790 .

| Precedido por Tokugawa Mitsukuni | - 3º Líder do Ramo Mito 1771-1790 | Sucedido por Tokugawa Munetaka |
| Precedido por Tokugawa Mitsukuni | 3º Daimyō de Mito 1771-1790       | Sucedido por Tokugawa Munetaka |